# جون وايت (لاعب اتحاد الرغبي)
جون وايت (بالإنجليزية: Jon White)‏ هو لاعب اتحاد الرغبي أسترالي، ولد في 27 فبراير 1935 في ولونغونغ في أستراليا.